# Leandro Peñalver
Leandro Peñalver (Matanzas, Cuba, 23 de mayo de 1961) es un ex atleta cubano, especializado en la prueba de 4x400 m en la que llegó a ser medallista de bronce mundial en 1987.

## Carrera deportiva
En el Mundial de Roma 1987 ganó la medalla de bronce en los relevos 4x400 metros, con un tiempo de 2:59.16 segundos que fue récord nacional de Cuba, llegando a la meta tras Estados Unidos y Reino Unido, y siendo sus compañeros de equipo: Agustín Pavó, Lázaro Martínez y Roberto Hernández.